# Fokales Unternehmen
Unter einem fokalen Unternehmen wird das zentrale, steuernde Unternehmen in einem Verbund von Unternehmen verstanden. Hierbei schließen sich verschiedene Unternehmen zu einem strategischen Netzwerk zusammen, beispielsweise, um die Herstellung eines Produktes zu ermöglichen, für die es verschiedene spezialisierte Partner entlang der Wertschöpfungskette bedarf. Die einzelnen Unternehmen bleiben dabei rechtlich unabhängig, jedoch findet innerhalb des strategischen Netzwerkes eine intensive, unternehmensübergreifende Nutzung der gemeinsamen Ressourcen statt.
Das fokale Unternehmen übernimmt dabei die koordinierende Funktion und wirkt über die eigenen Unternehmensgrenzen hinweg auch in die Unternehmen des Netzwerkes hinein. Bereiche dieser intensiven Vernetzung sind der Wissenstransfer und die Aufnahme neuer Unternehmen.
In der Logistik, speziell im Supply-Chain-Management führt das fokale Unternehmen die zentrale Planung von Aufträgen, Kapazitäten und Beständen für das gesamte Unternehmensnetzwerk durch.